# Вагнер, Томаш
То́маш Ва́гнер (чеш. Tomáš Wágner; род. 6 марта 1990[…], Прага, Чехословакия) — чешский футболист, нападающий клуба «Виагем Пршибрам».

## Клубная карьера
Свою карьеру Томаш начал в «Пршибраме», где постепенно прошёл путь от юношеской до первой команды. Первый официальный матч сыграл 23 мая 2009 года против «Виктории Жижков», где вышел на замену на 77 минуте и забил свой первый гол.
В январе 2012 года перешёл в пльзеньскую «Викторию» и подписал контракт на 3 с половиной года. В сезоне 2011/12 провел 12 матчей.
На следующий сезон вернулся в «Пршибрам» на правах аренды, где провёл 26 матчей и забил 6 мячей.
В июле 2013 года вернулся в «Викторию». 
В июле 2014 года на правах аренды перешёл в «Младу-Болеслав».
17 июня 2015 года вместе с товарищем по команде Станиславом Тецлом перешёл в «Яблонец».

## Национальная сборная
С 2001 по 2012 год выступал за молодёжную сборную Чехии по футболу. Всего сыграл в 11 матчах и забил 6 мячей.